# Lionel Richie (album)
Lionel Richie – debiutancki album solowy Lionela Richiego. Wydany został w 1982 roku.

## Lista utworów
1. „Serves You Right” (John McClain, Greg Phillinganes, Richie) – 5:14
2. „Wandering Stranger” (Richie) – 5:38
3. „Tell Me” (David Cochrane, Richie) – 5:32
4. „My Love” (Richie) – 4:08
5. „Round And Round” (Cochrane, Richie) – 4:57
6. „Truly” (Cochrane, Richie) – 3:26
7. „You Are” (Brenda Harvey Richie, Richie) – 5:05
8. „You Mean More To Me” (Richie) – 3:08
9. „Just Put Some Love In Your Heart” (Richie) – 1:27